# Grupo Melique
O Grupo Melique (el-Melik) não pode ser comparada a nenhuma tradição cerâmica ou lítica da Núbia; sua indústria lítica é formada por denticulados, lâminas, lascas, micrólitos, lunados, formas geométricas e raspadores. Sua cerâmica era vermelha, temperada (areia, quartzo) e possuía ocasional decoração linear incisa.